# تورستن یانسن
تورستن یانسن (آلمانی: Torsten Jansen؛ زادهٔ ۲۳ دسامبر ۱۹۷۶) بازیکن هندبال اهل آلمان است.
وی همچنین برندهٔ جوایزی همچون برگ بوی نقره‌ای شده‌است.